# Issanlas
 Issanlas  là một xã ở tỉnh Ardèche, vùng Auvergne-Rhône-Alpes ở phía đông nam nước Pháp.